# Марилуизе Флайсер
Марилуизе Флайсер (на немски: Marieluise Fleißer) е германска писателка, авторка на роман, пиеси и есета.

## Живот
Марилуизе Флайсер е родена в Инголщат в семейството на ковач и търговец на железария. От 1920 г. следва в Мюнхен театрознание и германистика. Запознава се с Лион Фойхтвангер, а чрез него и с Бертолт Брехт, който я насърчава. От 1925 г. живее отново в Инголщат.
Още като студентка Флайсер пише първата си драма „Измиване на нозете“. По време на националсоциализма получава през 1935 г. частична забрана за публикуване. Пиесата ѝ „Пионери в Инголщат“ (1929) и романът ѝ „Брашняното пътуване на Фрида Гайер“ (1931) са включени в черния „Списък на вредителска и нежелана книжнина“. Въпреки това Марилуизе Флайсер работи усърдно над творбите си. Като резултат от тежките обстоятелства през 1938 г. изпада в творческа криза. Съвзема се едва по време на войната.
В края на 60-те години я преоткриват младите творци Райнер Вернер Фасбиндер, Мартин Шпер и Франц Ксавер Крьоц.
През 1972 г. писателката доживява до издаването на нейните събрани съчинения в берлинското издателство „Зуркамп“.
Умира на 2 февруари 1974 г. в родния си град Инголщат, където се съхранява литературното ѝ наследство.

## Творчество
Централна роля в творчеството на Марилуизе Флайсер играе родният ѝ град. В Инголщат тя прекарва почти 60 години от живота си, тук се коренят сюжетите на най-известните ѝ пиеси, на нейния роман и на много от разказите ѝ. Провинцията с нейните жители, дребнобуржоазният свят на занаятчиите, войниците, учениците и прислужничките е тема и източник на много от нейните пиеси.

## Награди и почести
- 1951: Preis des Kuratoriums der Stiftung zur Förderung des Schrifttums
- 1952: Erster Preis im Erzählwettbewerb des Süddeutschen Rundfunks für Das Pferd und die Jungfer
- 1953: „Голяма литературна награда на Баварската академия за изящни изкуства“
- 1956: Редовен член на Баварската академия за изящни изкуства
- 1961: Първо удостояване с новоучредената литературна награда на град Инголщат „Марилуизе Флайсер“
- 1965: Förderungspreis des Kulturkreises im Bundesverband der deutschen Industrie
- 1967: Bayerischer Poetentaler
- 1973: Редовен член на Академията на изкуствата в Берлин
- 1973: Баварски орден за заслуги

След 1981 г. град Инголщат присъжда литературната награда „Марилуизе Флайсер“.